# Combretum deciduum
Combretum deciduum är en tvåhjärtbladig växtart som beskrevs av Collett et Hemsl.. Combretum deciduum ingår i släktet Combretum och familjen Combretaceae. Inga underarter finns listade i Catalogue of Life.